# مكسيم الشبول
مكسيم الشبول، (7 مارس 2001 - ) لاعب المنتخب الأردني للترايثلون من مواليد فيتيبسك، بيلاروس، بدأت مسيرته مع رياضة الترايثلون في عام 2018.

## انجازاته
توج مكسيم الشبول بالميدالية الفضية باحتلاله المركز الثاني في بطولة كأس أفريقيا والبطولة العربية بشرم الشيخ لفئة المختلط في عام 2019 وكما نال في العام ذاته المركز الأول في بطولة غرب آسيا لفئة الناشئين بمدينة العقبة وتوج كذلك بالمركز الثالث في بطولة غرب آسيا في البحرين لفئة تحت 23 عاماً في عام 2018.